# مسيحي الأرز
مسيحي الأرز هو مصطلح ازدرائي يُستخدم لوصف الأشخاص الذين أعلنوا رسميًا تحوُّلهم إلى المسيحية من أجل الحصول على منافع مادية وليس لأسباب دينية.
المصطلح يأتي من البلدان الآسيوية، مثل الهند والصين واليابان. حيث أعرب عن القلق من جانب كل من المبشرين المسيحيين ومعارضي البعثات المسيحية أنَّ بعض الناس في بعض الحالات يتحولون إسميا فقط إلى المسيحية من أجل الحصول على صدقة أو المواد والخدمات التي تقدم من قبل البعثات التبشرية.
كتب المبشر البروتستانتي توماس هيل الابن عن هذا المصطلح والموضوع بشكل واسع، وقدم بحثه حول الموضوع في كتابه الأول عام 1986 تحت عنوان «لا تدع الماعز يأكل أشجار الإسكدنيا»، وتحدث ودرَّس على أفضل الممارسات التبشيرية في البعثات ولخص عمله في كتابه عام 1995 تحت عنوان «في كوني مبشر» حيث استخدم هذا المصطلح بشكل سلبي لوصف بعض التحويلات من قبل المبشرين الذين يستغلون الفقر والمجاعة، حيث يتم إعطاء الغذاء ومغريات أخرى مقابل التحويل. في منشور الشهادة المسيحية في عالم متعدد الأديان: توصيات لقواعد السلوك' وهي وثيقة صادرة عن مجلس الكنائس العالمي في سنة 2011، أثيرت واحدة من النقاط حول انخراط بعض المسيحيين في أساليب غير لائقة لممارسة التبشير عن طريق اللجوء إلى الخداع وسائل قسرية، في وصفها خيانة للإنجيل وأنها يمكن أن تسبب معاناة للآخرين. وتشير كل من المبادئ الرابعة والخامسة من هذه الوثيقة في الخطوط العريضة أن «الخدمات مثل توفير التعليم والرعاية الصحية والإغاثة وأفعال العدالة والدعوة لها هي جزء لا يتجزأ من الشهادة للإنجيل، لكن إستغلال حالات الفقر والحاجة لا يوجد لديها مكان في التوعيَّة المسيحيَّة. ويجب على المسيحيون الامتناع عن تقديم جميع أشكال المغريات، بما في ذلك الحوافز المالية والمكافآت خلال أعمال خدمتهم». وتقول الوثيقة أيضًا «وعلى المسيحيين الذين يقومون بهذه الأعمال الخيرية، الاحترام الكامل للكرامة الإنسانية وضمان احترام ضعف الناس وحاجتهم للشفاء وعدم استغلاهم». وتعتبر هذه النقاط لمنع التحويلات الخاطئة التي قد تنتج عن «مسيحيين الأرز».